# Vil·la Ignàcia
La Vil·la Ignàcia és una obra eclècticade Tremp (Pallars Jussà) protegida com a Bé Cultural d'Interès Local.

## Descripció
Edifici situat al carrer Tarragona i aïllat dins la seva parcel·la, envoltat d'un pati. Es tracta d'una construcció de planta rectangular, que destaca per la presència d'un mirador en forma de torre amb coberta pròpia de quatre aigües. L'immoble presenta elements d'inspiració classicista, com els trencaaigües d'algunes obertures, en forma de frontons semicirculars decorats amb baix relleu o la cornisa motllurada i amb un fris d'escacs. Cal destacar, també, els elements de ceràmica vidrada en forma quadrangular que es presenten a tota la façana.